# Cabrerizos
Cabrerizos és un municipi de la província de Salamanca, a la comunitat autònoma de Castella i Lleó. Limita al nord amb Villares de la Reina, Castellanos de Moriscos i Moriscos, a l'est amb Aldealengua, al sud amb Calvarrasa de Abajo, Pelabravo i Santa Marta de Tormes i a l'oest amb Salamanca.

## Demografia
| 1991 | 1996 | 2001 | 2004 |
| ---- | ---- | ---- | ---- |
| 920  | 1434 | 2454 | 2768 |